# Атамась Наталія Сергіївна
Наталія Сергіївна Атамась — українська вчена у галузях зоології та екології, популяризаторка науки, орнітологиня, фахівець з гніздової біології та трофічних зв'язків водно-болотних птахів України, кандидат біологічних наук (2008), науковий співробітник Інституту зоології НАН України. 

## Життєпис
Закінчила кафедру зоології біологічного факультету Київського національного університету. Згодом навчалася в аспірантурі в Інституті зоології НАН України, після чого залишилася працювати в цьому закладі. У 2008 році захистила кандидатську дисертацію на тему «Аутекологічні особливості жовтоногого мартина (Larus cachinnans Pallas, 1811) у зв'язку з розселенням на території України» (науковий керівник І. Г. Ємельянов).
Протягом 2017—2019 була головою ради молодих вчених Відділення загальної біології НАН України.

## Наукова та громадська діяльність
Авторка близько 50 наукових праць, зокрема статей у провідних міжнародних журналах, брала участь у створенні довідників «Фауна печер України» (2004) та «European Breeding Bird Atlas 2: Distribution, Abundance and Change» (2020). Авторка науково-популярних книжок «Пташина історія. Скандали, інтриги і мистецтво виживання» (2021) та «Птахи в місті. Життя та виживання в бетонних джунглях» (2023). Співорганізаторка проєкту «Дні науки» та Київського клубу «Еволюція».
Діяльність вченої широко висвітлювалася у ЗМІ. У 2021 році Наталія Атамась, в числі 12 найвідоміших вчених-жінок України, була обрана одним з облич освітнього арт-проєкту «Наука — це вона» від громадської організації STEM is FEM за підтримки міжнародних організацій ООН-Жінки в Україні та Дитячого фонду ООН (ЮНІСЕФ) в Україні, при цьому широко популяризувалися стилізовані портрети цих вчених.

## Деякі найважливіші публікації
Статті
- Атамась Н. С. Використання пелеток птахів родини Laridae під час вивчення мікротеріофауни // Вісник Львівського університету. Серія біологічна. — 2002. — 30. — С. 3-7.
- Атамась Н. С., Лопарев С. А. Трофические связи чайки-хохотуньи, Larus cachinnans (Laridae, Charadriiformes), на Среднем Днепре // Вестник зоологии. — 2005. — 39 (2). — С. 47-55.
- Атамась Н. С. Особенности экологии чайки-хохотуньи Larus cachinnans (Laridae, Charadriiformes) в гнездовой период на закрытых континентальных водоемах Украины // Вестник зоологии. — 2007. — 41 (4). — С. 327—336.
- Атамась Н. С., Лопарев С. О. Характер живлення жовтоногого мартина (Larus cachinnans Pall., 1811) рибними кормами на Середньому Дніпрі // Наукові записки Тернопільського національного педагогічного університету. Серія: Біологія. — 2008. — 1. — С. 34–44.
- Атамась Н. С., Лопарев С. О. Кормодобувні стратегії та біотичні взаємодії жовтоногого мартина (Larus cachinnans Pall.) — адвентивного виду на Середньому Дніпрі // Науковий вісник Ужгородського університету. Серія біологічна. — 2008. — 23 — С. 5–11.
- Атамась Н. С. Лопарев С. А. Современное состояние поселений колониальных околоводных птиц Каневского водохранилища // Беркут. — 2009. — 18 (1-2). — С. 1-15
- Атамась Н. С., Матейчик В. И. Мартин жовтоногий (Larus cachinnans) у Шацькому національному природному парку: особливості трофіки, ріст чисельності та питання таксономії // Заповідна справа в Україні. — 2011. — 17 (1-2). — С. 53-57.
- Atamas N. S., Tomchenko O. V. Influence of spring flood's water level on the distribution and numbers of terns (on example of Lower Desna River) // Vestnik Zoologii. — 2015. — 49 (5). — P. 439—446.
- Dayton J., Ledwon M., Paillisson J.-M., Atamas N., Szczys P. Genetic diversity and population structure of the Eurasian Whiskered Tern (Chlidonias hybrida hybrida), a species exihibiting range expansion // Waterbirds. — 40 (2). — 2017. — P. 105—117.
- Atamas N. S., Tomchenko О. V. Black tern nest-site fidelity in an unstable habitat: A preliminary study // Zoodiversity. — 2020. — 54 (4). — P. 341—348.
- Ledwoń M., Flis A., Banach A., Kusal B., Łożyńska H., Atamas N., Broński S., Betleja J. Do females of Whiskered Tern Chlidonias hybrida renest after offspring desertion? // The European Zoological Journal. — 2023. — 90 (1). — P. 237—247.
- [29]
- [30]

Монографії та довідники
- Фауна печер України / Ред. І. Загороднюк. — Київ, 2004. — 248 с. [у складі колективу авторів]
- Большой баклан (Phalacrocorax carbo) в Украине: численность, территориальное распределение и их изменения / Под ред. В. А. Костюшина, П. И. Горлова и В. Д. Сиохина // Вестник зоологии, 2016. Отдельный выпуск № 34. — 394 с. [у складі колективу авторів]
- European Breeding Bird Atlas 2: Distribution, Abundance and Change. — Barcelona: European Bird Census Council & Lynx Edicions, 2020. — 960 pp. [у складі колективу авторів]

Науково-популярні книжки
- Атамась Н. Пташина історія. Скандали, інтриги і мистецтво виживання. — Київ: Віхола, 2021. — 320 с.
- Атамась Н. Птахи в місті. Життя та виживання в бетонних джунглях. — Київ: Віхола, 2023. — 216 с.